# Saludos Amigos
Saludos Amigos (Tiếng Tây Ban Nha cho "Xin chào các bạn") là một bộ phim hoạt hình năm 1944 sản xuất bởi Walt Disney phát hành bởi RKO Radio Pictures. Đây là bộ phim thứ 6 trong loạt hoạt hình cổ điển Walt Disney.